# Carnaval en el trópico
Carnaval en el trópico o Fiesta en Veracruz es una película de comedia mexicana de 1942, escrita y dirigida por Carlos Villatoro, y protagonizada por Mario Moreno "Cantinflas", Manuel Medel, Eufrosina García y Ana María González.  Aunque la película se estrenó en otros países en 1942, se estrenó por primera vez en su país de origen, México, recién en 1946 debido a disputas de derechos de autor.

## Argumento
Plácido (Agustín Isunza) y su esposa Mercedes «Meche» (Eufrosina García) son dos comerciantes que anhelan ir a los carnavales de Veracruz, el problema es que no cuentan con dinero suficiente para asistir. Para ello, deciden convencer al prestamista Homobono (Manuel Medel) para que financie el viaje. Allí los tres amigos experimentan algunas aventuras en las que gastan todo su dinero.

## Reparto
- Óscar Alatorre
- Mario Moreno "Cantinflas"
- Roberto Cañedo
- Edmundo Espino
- Carlos Max García
- Eufrosina García como Mercedes «Meche».
- Ana María González
- Rafael Hernández
- Chino Ibarra
- Agustín Isunza como Plácido.
- Gustavo López
- Diana Macklen
- Manuel Medel como Homobono.
- José Elías Moreno
- Rayito de Oro
- Gabriel Ruiz
- Estanislao Schillinsky
- Roberto Soto
- David Valle González

## Producción
La película fue rodada en Veracruz en 1940 y 1941. La película contenía imágenes que mostraban a Cantinflas realizando corridas de toros y actuando en el escenario del Carnaval de Xalapa. Villatoro también utilizó material del cortometraje de Cantinflas Cantinflas boxeador. Estas secuencias fueron adoptadas sin el permiso previo de Cantinflas, quien emprendió acciones legales, las cuales retrasaron el lanzamiento de la película en México hasta 1946.